# Judas José Romo y Gamboa
Judas Tadeo José Romo y Gamboa (Cañizar, provincia de Guadalajara, 7 de enero de 1773-Umbrete, provincia de Sevilla, 11 de enero de 1855). Cardenal, senador y publicista español.
Hermano de Francisco Romo y Gamboa.

## Biografía
Prebendado y párroco en varias iglesias, alcanzó por oposición una canonjía en la catedral de Sigüenza. Propuesto el 20 de julio de 1833 para Obispo de la Diócesis de Canarias por el rey Fernando VII, poco antes de morir, fue preconizado para dicha sede episcopal por el papa Gregorio XVI el 20 de enero de 1834, siendo el último de los prelados españoles preconizado antes de la ruptura de relaciones diplomáticas con el Gobierno isabelino. Consagrado en Madrid el 1 de mayo de 1834, su decidida actitud a favor de la causa de Isabel II no le impidió protestar enérgicamente, haciendo uso de pastorales y diversos escritos que hallaron gran eco en la población pública, contra muchas de las medidas anticlericales decretadas por los dirigentes liberales. A consecuencia de la calificación de subversivo dada por el Tribunal de Justicia de la Regencia de Espartero a uno de estos escritos, fue condenado a dos años de exilio de su diócesis. Retirándose desde Las Palmas de Gran Canaria a Sevilla el 3 de febrero de 1842. Allí llevó a cabo una ingente labor de caridad y auxilio a los menesterosos. Invitado por el Gobierno durante la "década moderada" a servir de agente en las negociaciones encaminadas al restablecimiento de las relaciones diplomáticas con el Pontificado, desempeñó su función con gran éxito. Isabel II recompensó su adhesión a la facción liberal y sus trabajos intelectuales en contra del carlismo con la elevación a la sede arzobispal de Sevilla. Pío IX lo preconizó el 10 de septiembre de 1847, concediéndole la dignidad cardenalicia el 30 de septiembre de 1850. 
Ya establecido en la diócesis hispalense, dio muestras nuevamente de sus dotes de organización, sometidas a prueba en una amplia labor. Así, trasladó el seminario conciliar de Sanlúcar de Barrameda a la capital bética en octubre de 1848; puso en marcha el Boletín Oficial Eclesiástico el 15 de marzo de 1854; impulsó la formación cultural del clero; y apoyó a la difusión de publicaciones apologéticas, entre otros muchos logros. 
En consonancia con la tradición de su diócesis, fue uno de los más elocuentes defensores del dogma de la Inmaculada Concepción de la Virgen María. 
Fue caballero gran cruz de la Orden de Isabel la Católica y caballero gran cruz de la Orden de Carlos III y recibió un gran número de condecoraciones civiles y religiosas. Fue, asimismo, socio correspondiente de la Real Academia de la Historia.